# Mitsuru Mukōjima
Mitsuru Mukōjima (jap. 向島 満, Mukōjima Mitsuru; * 5. Mai 1976 in der Präfektur Shizuoka) ist ein ehemaliger japanischer Fußballspieler.

## Karriere
Mukōjima erlernte das Fußballspielen in der Schulmannschaft der Shizuoka Gakuen High School. Seinen ersten Vertrag unterschrieb er 1995 bei Nagoya Grampus Eight. Der Verein spielte in der höchsten Liga des Landes, der J1 League. 1998 wechselte er zum Zweitligisten Honda FC. Für den Verein absolvierte er 233 Spiele. Ende 2006 beendete er seine Karriere als Fußballspieler.

## Erfolge
Nagoya Grampus Eight
- J1 League

Vizemeister: 1996
- Kaiserpokal

Sieger: 1995